# Flying Elephant
Il Flying Elephant era un progetto di un carro armato superpesante britannico concepito durante la prima guerra mondiale, di questo carro armato non ne fu costruito neppure un prototipo.
Era formato da una grossa casamatta in ferro ma non era dotato di torretta come i carri francesi Renault FT-17. L'armamento consisteva in un cannone simile a quello del Tank Mark 1 posizionato anteriormente e circa 6 mitragliatrici, due per ogni lato ed altre due posizionate sul retro del carro armato. Una cosa curiosa su questo carro è il fatto che questo carro avesse, oltre ai due cingoli principali, un altro paio di cingoli più corti e piccoli posizionati nel ventre del carro armato, probabilmente servivano come cingoli di riserva se i due principali fossero stati colpiti e/o divenissero inutilizzabili. Un'altra ipotesi è che essi potevano servire come cingoli ausiliari per superare ostacoli come trincee o grossi massi.
Il Flying Elephant era stato progettato in due versioni, la versione A che era munita solo di un cannone e la versione B che era munita di un cannone e 6 mitragliatrici. Nella versione A erano visibili i cingoli secondari posizionati sul retro del carro armato ed era munito di una lastra di ferro per proteggere i cingoli anteriormente, è stato uno dei primi progetti di carri armati superpesanti della storia, ad oggi esiste un modellino in scala del Flying Elephant nella versione B esposto al Bovington Tank Museum in Gran Bretagna.